# Selliera radicans
Selliera radicans är en tvåhjärtbladig växtart som beskrevs av Antonio José Cavanilles. Selliera radicans ingår i släktet Selliera och familjen Goodeniaceae. Inga underarter finns listade i Catalogue of Life.

## Bildgalleri

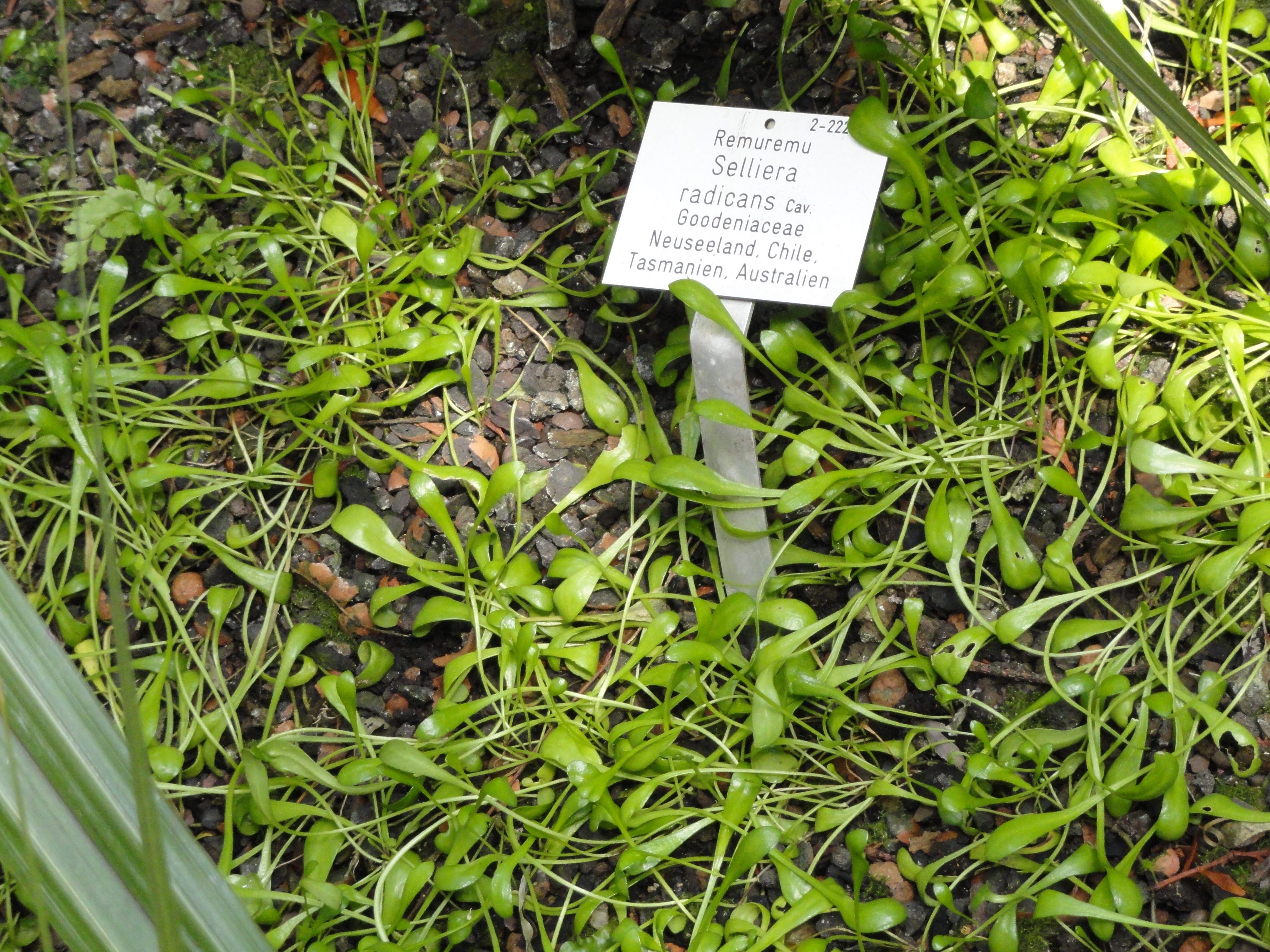
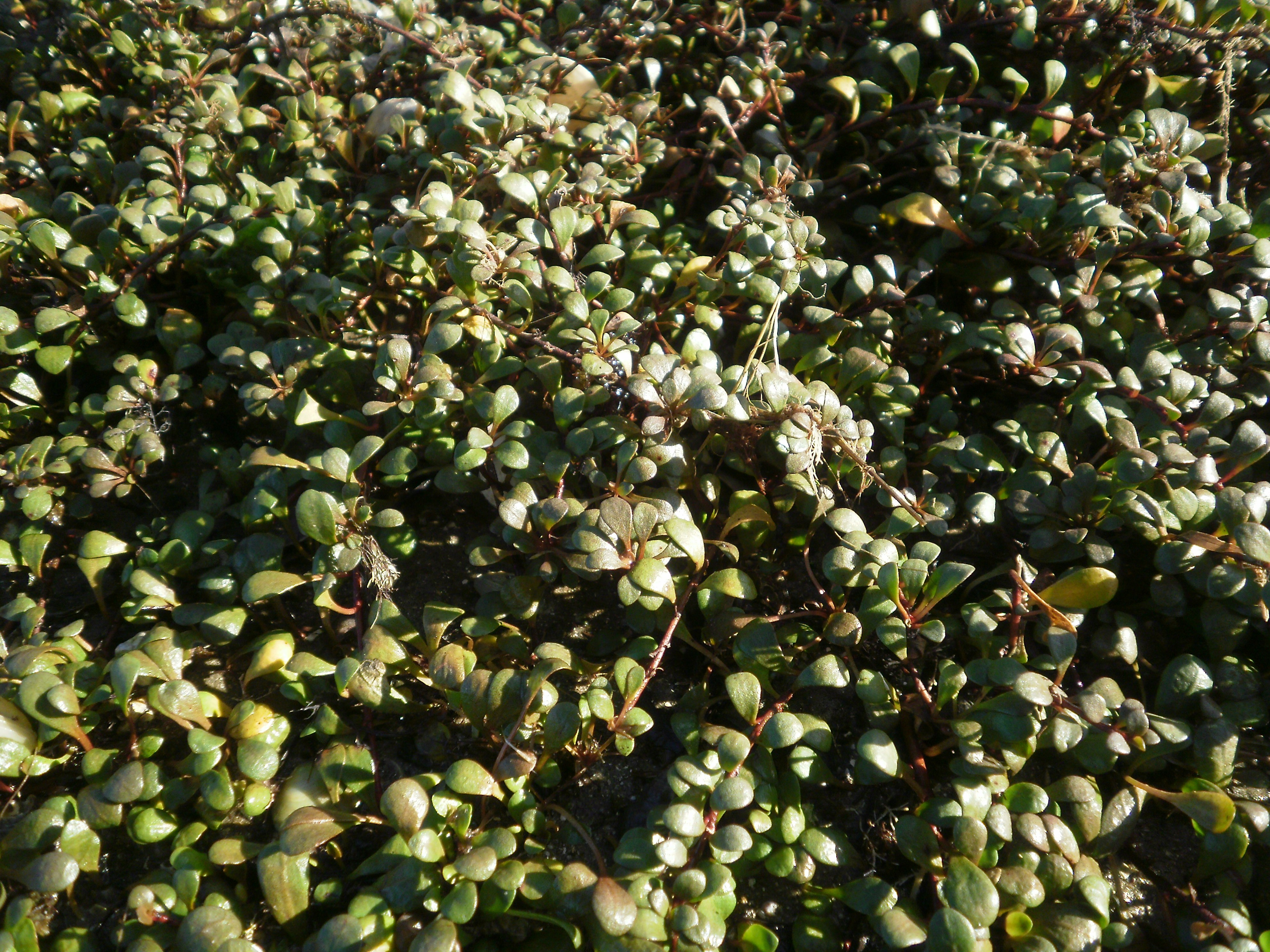
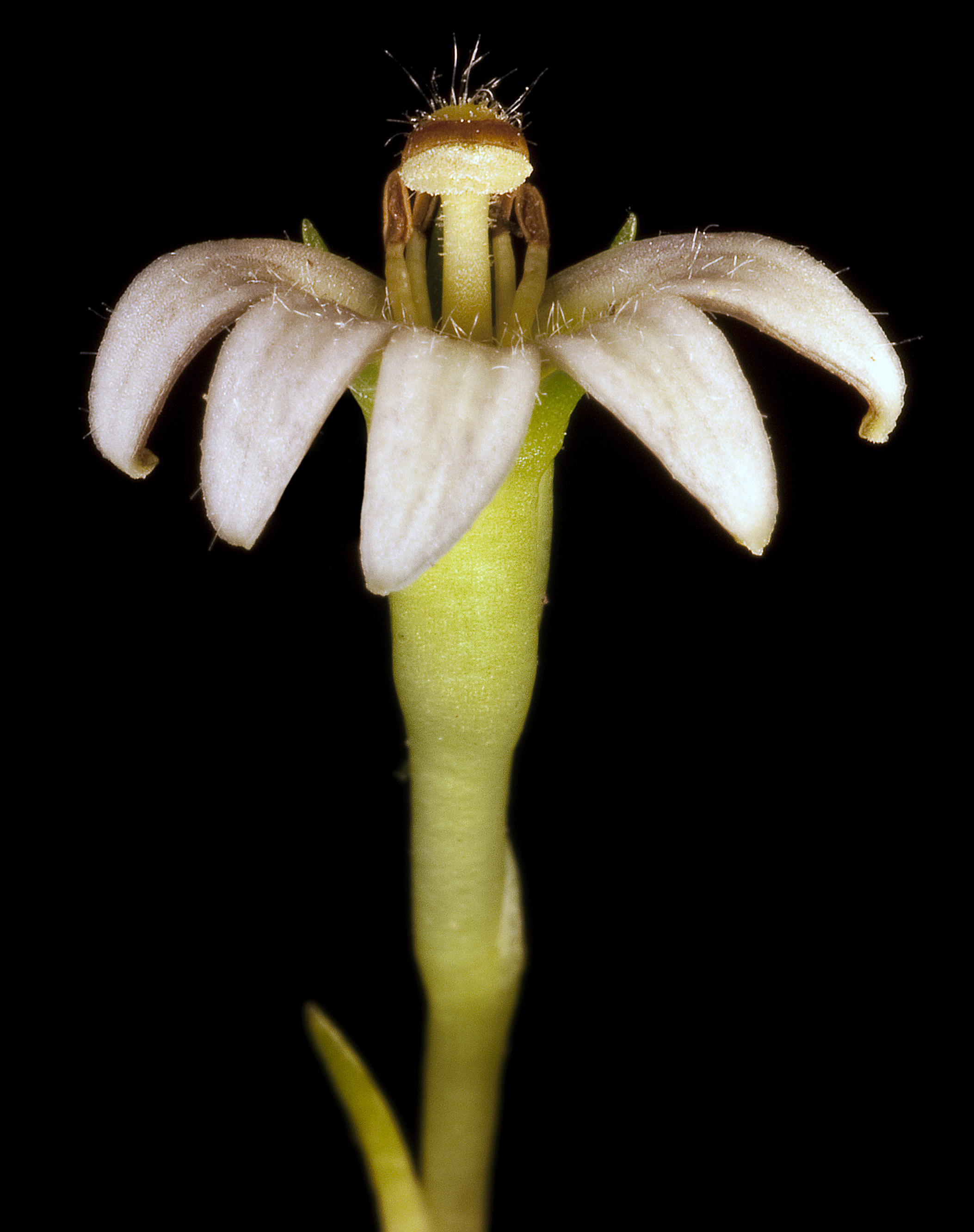